# Abdoulaye Diop (homme politique sénégalais)
Pour les articles homonymes, voir Abdoulaye Diop et Diop.
Abdoulaye Diop, né le 10 septembre 1952 à Thiès, est un haut fonctionnaire et un homme politique sénégalais. 
Il est ministre de l’Économie et des Finances dans le gouvernement de Souleymane Ndéné Ndiaye. Il a fait partie de tous les gouvernements depuis l'alternance politique qui a porté au pouvoir le leader du Parti démocratique sénégalais (PDS), Abdoulaye Wade, en 2000.
Abdoulaye Diop a été promu ministre d'État en mai 2005.